# Сангаку

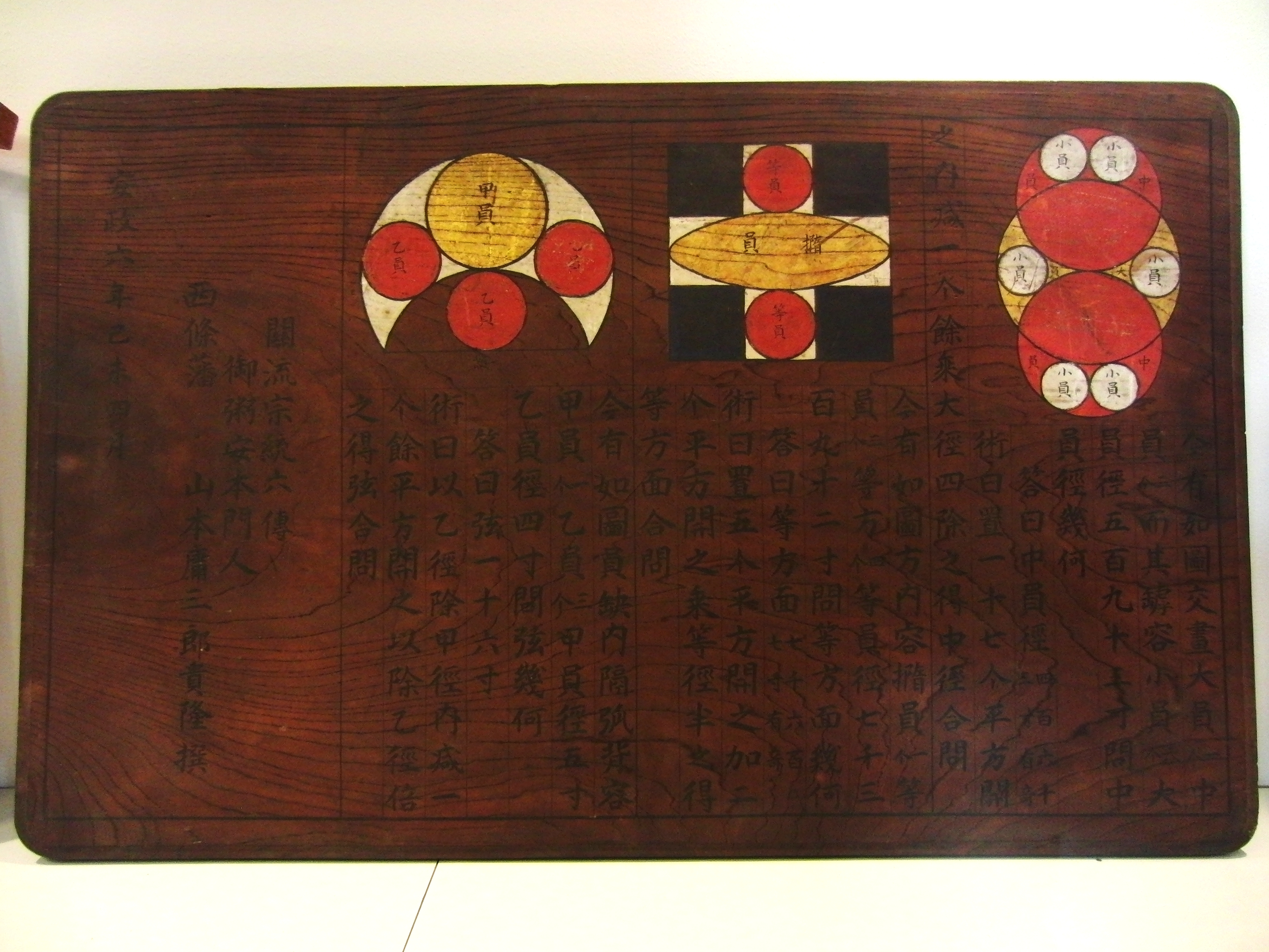
Сангаку, 1859 год

Сангаку (яп. 算額) — таблички (часто деревянные) с чертежами к геометрическим теоремам и другим видам математических расчетов, использовавшиеся в японской математике. Зачастую авторы табличек выставляли их в храмах — как подношение богам и как вызов другим прихожанам. Тексты на сангаку часто были написаны камбуном.

## История
Сангаку распространились в Японии во время изоляции страны в период Эдо, примерно с XVII века по 1857 год, то есть на протяжении примерно 250 лет, хотя отдельные сангаку продолжали создаваться и в XX, и в XXI веке.